# Яхненко Михайло
Яхненко Михайло (*д/н —†д/н) — підприємець Російської імперії українського походження.

## Життєпис
Стосовно дати та місця народження немає відомостей. Народився неподалік від м. Сміла (сучасна Черкаська область). Був кріпаком графа Самойлова. Яхненко був ув дуже підприємливою людиною. Метою його життя був викуп своєї родини з кріпацтва. Для цього він шив кожухи, чоботи, виробляв шкіру і всі ці товари продавав на місцевих ярмарках. Таким чином, селянин зумів зібрати певний капітал і викупити родину з кріпацтва.
Після цього, разом зі своїм зятем Федором Симиренком та синами Степаном, Кіндратом і Терентієм Михайло Яхненко на позичені 600 карбованців заснував фірму з торгівлі зерном, худобою, а також оренди та будівництва млинів на Черкащині і почав торгівлю борошном, яке продавав в Одесі та інших містах на півдні України. Втім, Михайлу Яхненку не довелося довго насолоджуватися свободою — він скоро помер.
У 1843 році, після смерті батька, підприємство очолив Кіндрат Яхненко, надавши йому торгово-промислового характеру: на орендованих млинах вони переробляли зерно. Згодом Яхненки стали купцями першої гільдії в Одесі, одержали звання почесних громадян міста. Їхній небіж Семен уже мав вищу освіту і протягом 1860—1863 рр. був одеським міським головою.
У 2016 році на його честь у Смілі назвали вулицю.

## Родина
- Кіндрат
- Степан
- Терентій
- Анастасія